# Ernest Burnelle
Ernest Louis Burnelle (Luik, 12 juli 1908 - aldaar, 6 augustus 1968) was een Belgisch onderwijzer, redacteur en politicus van de PCB.

## Biografie
Burnelle groeide op in een links gezin van een wapensmid en een huisvrouw, dat in de Luikse arbeiderswijk Saint-Gilles woonde. Op zijn negentiende behaalde hij aan de normaalschool Jonfosse in Luik het diploma van onderwijzer en vervolgens volgde hij met succes een regentaat wetenschappen aan de normaalschool in Nijvel. Als autodidact verdiepte hij zijn kennis over wiskunde en verbreedde hij zijn taalkennis door Nederlands, Duits, Engels, Italiaans en Russisch aan te leren. Nadat hij in 1930 zijn militaire dienst had vervuld als onderofficier van de artillerie, ging hij aan de slag als leraar wiskunde in het middelbaar onderwijs.
Als onderwijzer werd de linkse Burnelle onder invloed van zijn collega Théo Dejace syndicaal actief. In 1937 werd hij voorzitter van de Luikse afdeling van de Centrale voor Socialistisch Onderwijspersoneel, een syndicale organisatie verbonden aan de socialistische Belgische Werkliedenpartij. Ook was hij secretaris van het actiecomité voor Luiks onderwijspersoneel en het Front commun syndicale, dat verschillende linkse vakcentrales met elkaar verbond. 
In de jaren '30 was hij samen met Dejace lid van het comité van waakzaamheid voor antifascistische intellectuelen (CVIA) en vredesbeweging Rassemblement universel Pour la Paix. Als bewonderaar van de Sovjet-Unie en Julien Lahaut trad Burnelle in 1938 discreet toe tot de Kommunistische Partij van België (PCB), hetgeen hij geheim hield om aan de slag te kunnen blijven als onderwijzer. In 1939 steunde hij het Molotov-Ribbentroppact dat de Sovjet-Unie en Nazi-Duitsland hadden afgesloten en verdedigde hij de Russische invasie van Finland. Burnelle wist de Luikse afdeling van de Centrale voor Socialistisch Onderwijspersoneel ertoe te overhalen om de anti-Sovjetoriëntatie van de Belgische Werkliedenpartij af te keuren. 
Na de uitbraak van de Tweede Wereldoorlog in september 1939 werd Burnelle gemobiliseerd. Nadat het Duitse leger mei 1940 België, Nederland en Frankrijk aanviel, vocht Burnelle met zijn legereenheid nabij Narbonne, maar werd hij bij de Marne krijgsgevangen genomen door de Duitsers. Omdat hij de Nederlandse taal machtig was, werd hij als een Vlaming beschouwd en nabij Beauraing in vrijheid gesteld.
Na de capitulatie van het Belgisch leger en de Duitse bezetting nam Burnelle zijn werk als onderwijzer weer op en militeerde hij binnen de clandestiene structuren van de PCB. Vanaf maart 1941 was hij belast met de opdracht om La Liberté te publiceren, het orgaan van de Luikse afdeling van de PCB. Hij was als verzetsstrijder ook actief binnen de directie van de Luikse afdeling van het Onafhankelijkheidsfront en was een tijdlang hoofdredacteur van La Meuse, de krant van het Onafhankelijkheidsfront. Hij kreeg echter ook andere functies: in juli 1942 werd hij benoemd tot PCB-propagandist in het arrondissement Bergen en in oktober 1943 werd hij politiek secretaris van de PCB in het arrondissement Charleroi. Na de Bevrijding werd hij in oktober 1944 benoemd tot nationaal propagandist van de PCB en in februari 1945 werd hij eveneens benoemd tot hoofdredacteur van de partijkrant Le Drapeau Rouge, wat hij bleef tot aan zijn verkiezing tot parlementslid in 1946. 
Na de oorlog verliet Burnelle het onderwijs en werd hij voltijds actief in de politiek. Van 1946 tot 1949 zetelde hij voor het arrondissement Luik in de Kamer van volksvertegenwoordigers, waar hij zich op dossiers rond onderwijs concentreerde, en van 1946 tot 1949 was hij daarnaast gemeenteraadslid van Luik. Bij de verkiezingen van 1949 kandideerde Burnelle voor de Senaat, maar werd hij niet verkozen.  Bij de verkiezingen van 1965 werd hij opnieuw verkozen tot volksvertegenwoordiger, een ambt dat hij bekleedde tot aan zijn overlijden drie jaar later.
In 1946 werd hij eveneens verkozen in het Centraal Comité van de PCB en werd hij politiek secretaris van de Luikse afdeling van de PCB. In mei 1947 werd hij nationaal secretaris van de PCB, belast met propaganda, en in mei 1948 werd hij als secretaris belast met de organisatie van de Luikse PCB. Nadat hij uit het parlement was verdwenen, werd Burnelle in augustus 1949 opnieuw hoofdredacteur van Le Drapeau Rouge. Omdat de krant moest bezuinigen, werd hij in 1950 opnieuw politiek secretaris van de Luikse PCB.
Na de moord op Julien Lahaut datzelfde jaar werd Burnelle een van de leidende figuren van de Luikse communisten. Hij uitte in de jaren daarna steeds meer kritiek op de koers van zijn partij, die zich in zijn ogen te sektarisch opstelde en zich daardoor in een politiek en maatschappelijk isolement duwde. Bij de verkiezingen van 1954 leden de communisten een zoveelste nederlaag, waarna de kritische groep rond Burnelle aan kracht won. In mei 1954 werd hij officieel verkozen in het Politiek Bureau van zijn partij, waarin hij feitelijk al in december 1952 was opgenomen, en op het Congres van Vilvoorde in december 1954 kwam het uittredende centraal comité van de PCB met een rapport dat grotendeels tegemoet kwam aan de kritiek van de strekking-Burnelle. Er werd een nieuwe, meer gematigde partijleiding gekozen en Burnelle werd benoemd tot secretaris-generaal van de partij. Hij bleef tot aan zijn dood de onbetwistbare nummer één van zijn partij en werd in 1961 gepromoveerd tot voorzitter van de partij. Onder het leiderschap van Burnelle zocht de PCB opnieuw toenadering tot de socialistische arbeidersbeweging, al bleef de partij op internationaal vlak loyaal aan de Sovjet-Unie. De gematigdere koers onder Burnelle trok meer leden aan en tussen 1961 en 1965 kende de partij een korte heropleving. Niettemin was niet iedereen binnen de PCB tevreden over de koers van de partij en trad de maoïstische strekking rond Jacques Grippa in 1963 uit de partij, die vond dat de PCB te ver afweek van het marxisme-leninisme. De partij speelde in 1960 tevens een belangrijke rol bij de stakingen tegen de Eenheidswet. In nasleep daarvan stuwde Burnelle, die als Waals militant in 1948 had deelgenomen aan het Waals Nationaal Congres en de Mouvement populaire wallon steunde, de partij richting het federalisme. De PCB ging pleiten voor een federalisme gestoeld op drie regio's (Vlaanderen, Wallonië en Brussel) met antikapitalistische structuurhervormingen. Omdat grote electorale successen uitbleven, sloop er echter twijfel en demotivatie in de rangen van de PCB. Ook bleef er interne onenigheid woeden, waardoor de neergang van de partij zich na 1965 bleef doorzetten. 
In juni 1968 kreeg Burnelle een hersenbloeding, terwijl hij een toespraak aan het houden was op een meeting van Waalsgezinde verenigingen. Hij werd in een coma gehouden, maar zou er niet meer uit ontwaken. Op 6 augustus 1968 overleed hij. Marc Drumaux volgde hem op als voorzitter van de PCB.